# 高木功 (プロレスラー)
高木 功（たかぎ いさお、1961年11月8日 - ）は、大阪府守口市出身の男性プロレスラー、元大相撲力士。嵐のリングネームでの活動が知られている。
「空爆重戦車」のニックネームを持つヘビー級の選手で、かつては全日本プロレス、ドラディションに所属、主戦場としていた。
大相撲時代では高田川部屋に所属し、四股名は卓越山 吾郎（たくえつやま  ごろう）であった。当時は、身長187cm、体重148kg。最高位は西十両5枚目（1985年11月場所）。得意技は突き、押し。

## 来歴
知人の紹介で中学卒業と同時に同じ守口市出身の元大関・前の山の高田川部屋に入門。1977年3月場所に「前の光 功」（まえのひかり いさお）の四股名で初土俵を踏んだ。早々と幕下まで番付を上げたが、幕下上位で伸び悩んだ。その為、四股名を「卓越山 吾郎」（たくえつやま ごろう）と改名。改名の効果もあり1985年7月場所には十両に昇進した。同年11月場所には西十両5枚目まで番付を上げたが、右膝の怪我もあり翌1986年1月場所を最後に幕下に陥落。同年7月場所を最後に廃業し、全日本プロレスに入団する。
1987年3月31日のハル薗田戦に本名の高木功でデビューする。その試合で早速ジャイアント馬場の目に留まり、タッグパートナーに任命されるという大抜擢を受ける。そして馬場とともに参加した世界タッグ五輪2では、世界の強豪24チームが参加する中4位と大健闘した。
その後タイガーマスクが決起した決起軍に参加し、苦戦する中でも天龍源一郎に挑んで自身の評価を上げた。この時の天龍からのしごきは成長の元となった。
1990年、全日本プロレスを退団。メガネスーパーが出資し天龍源一郎をエースとして旗揚げしたSWSに参加し、谷津嘉章・仲野信市らとともに『道場・檄』の主力選手となったが、無断欠場により翌1991年1月22日付で解雇された。その後もPWC・SPWFと渡り歩き、WAR参戦時に覆面レスラーの嵐に変身する。後にリングネームはそのままで素顔に戻った。WAR時代にはWAR認定6人タッグ王座も戴冠する一方で、冬木弘道に敗れた罰ゲームを受けて橋の上から隅田川に飛び込んだこともある。
2001年8月19日の後楽園大会で全日本プロレスに電撃復帰。全日本復帰後は天龍も感心するほど真面目にプロレスに取り組んだ。天龍がWAR軍団を率いて全日本プロレスにUターンし、それに帯同する形としての復帰であった。その体格を生かしたプロレスで北原光騎と組んでアジアタッグ王座を奪取し、本隊との対抗戦ではWAR軍の勝利に貢献する。やがて天龍・北原が全日本から距離を置くようになってからは本隊へ合流。
三冠王座がZERO-ONEに流出した際には強力なアピールをし、橋本真也への最初の挑戦者となった。そして挑戦決定後に行われたチャンピオン・カーニバルでは武藤敬司を下して準優勝となった。結局橋本に敗退して三冠王座の奪還はならなかったものの、その後行われた世界タッグ王者決定ワンナイト・トーナメントでは武藤とタッグを組み優勝、世界タッグ王座の初戴冠を果たした。
2003年7月のZERO-ONE第3回火祭りに参戦。Aブロック公式戦で3連覇がかかり大本命である大谷晋二郎にフォール勝ちという殊勲を挙げる。
2004年に東京ガスのCMに出演。相撲の審判員の役で物言いのシーンであった。
しかしその後は低迷し、ふがいない試合を続けてしまう。その最中RO&Dからの勧誘を受け、初めは無視していたものの2004年9月3日にグラン浜田とタッグを組んで挑んだ天龍&渕正信組との試合に敗れ、ついにRO&D入りを決意する。だが、これはRO&Dの罠であり逆に襲撃を受けてしまう。そこをスーパー・ストロング・マシン風の男が救出し、マシンマスクを渡して立ち去っていった。以降は覆面レスラーのラブ・マシン・ストームとして戦っていくこととなった。
長期にわたりラブマシンズの一員としてRO&Dと対抗して戦っていたが、2005年のチャンピオン・カーニバルの2戦目で太陽ケアに敗れ2連敗を喫したところを挑発され、マスクを脱いで素顔の嵐に戻る。
2006年7月6日、大麻所持が発覚し警視庁葛西警察署に逮捕された。調べに対して嵐は「プロレスで受けた痛みを和らげるために吸った」と供述し、7月7日に全日本プロレスは会見を行って嵐を解雇すると共に「もう嵐が2度とリングに上がることはない」と永久追放することを発表した。なお、被告人質問で、プロレスラーになりたての頃にもハワイで使用していたことが発覚している。葛西署での取調の後週刊プロレスの記事によると、知人の紹介で工事現場のトラック誘導に従事していた。
大麻所持で逮捕された9ヶ月後の2007年4月11日、無我ワールド・プロレスリング後楽園大会へ来場し、藤波辰爾に同団体への参戦を直訴した。一度は嵐に謝罪の誠意が見られないことで取り消しとなっていたものの、西村修が後見人になり、藤波とフロントを説得したことで、21日の後楽園大会の試合に第0試合として出場できることになった。試合は西村とのシングル（西村はこの日2試合行う）でブランクは埋まらず4分足らずでスリーパーでギブアップ負け。ただすぐマイクを持ちファンの前で謝罪の挨拶をした。また全試合終了後の全選手が観客に挨拶した際には高木も呼ばれたが、リングに入ろうとした時に藤波より「リングには入るな」の指令があり、場外からの挨拶となった。
その後はリングネームも高木功に戻し、リング設備・会場設営などスタッフと一緒に練習生として再起を図った。幾度か試合をこなし、ぎこちなかったメンバーとも打ち解けあうようになる。
2008年2月、ドラディションとしての初興行から再びリングネームを戻し嵐として再出発を決意した。
2010年、ドラディションを退団しフリーに転向。自主興行も開催した。
2011年、WEWヘビー級王者となる。
2013年、天龍プロジェクト所属として活動。2015年に天龍源一郎引退興行をもって全所属選手が契約満了となった。
2020年9月、YouTubeチャンネル「嵐プロ」を開設しているが、同年末をもって更新を休止している。

## 大相撲時代の主な成績
- 通算成績：222勝185敗17休 勝率.545
- 十両成績：26勝31敗3休 勝率.456
- 現役在位：58場所
- 十両在位：4場所

### 場所別成績
| | 一月場所 初場所（東京） | 三月場所 春場所（大阪） | 五月場所 夏場所（東京） | 七月場所 名古屋場所（愛知） | 九月場所 秋場所（東京） | 十一月場所 九州場所（福岡） |
| --- | ----------------------- | ----------------------- | ----------------------- | --------------------------- | ----------------------- | --------------------------- |
| 1977年 （昭和52年） | x                       | （前相撲）              | 西序ノ口11枚目 6–1      | 東序二段53枚目 5–2          | 東序二段19枚目 3–4      | 西序二段28枚目 休場 0–0–7   |
| 1978年 （昭和53年） | 西序二段73枚目 6–1      | 西序二段13枚目 5–2      | 西三段目64枚目 4–3      | 東三段目46枚目 3–4          | 西三段目58枚目 2–5      | 西三段目88枚目 6–1          |
| 1979年 （昭和54年） | 東三段目38枚目 5–2      | 西三段目11枚目 3–4      | 東三段目26枚目 3–4      | 西三段目38枚目 5–2          | 西三段目11枚目 5–2      | 西幕下44枚目 2–5            |
| 1980年 （昭和55年） | 西三段目7枚目 5–2       | 西幕下45枚目 5–2        | 西幕下27枚目 3–4        | 東幕下36枚目 3–4            | 西幕下44枚目 3–4        | 東幕下59枚目 5–2            |
| 1981年 （昭和56年） | 西幕下35枚目 4–3        | 西幕下28枚目 5–2        | 東幕下15枚目 4–3        | 西幕下8枚目 1–6             | 西幕下31枚目 4–3        | 西幕下22枚目 3–4            |
| 1982年 （昭和57年） | 西幕下31枚目 4–3        | 西幕下25枚目 3–4        | 西幕下37枚目 5–2        | 西幕下20枚目 3–4            | 西幕下29枚目 5–2        | 東幕下16枚目 3–4            |
| 1983年 （昭和58年） | 西幕下23枚目 3–4        | 東幕下33枚目 4–3        | 西幕下23枚目 4–3        | 西幕下16枚目 5–2            | 西幕下8枚目 2–5         | 東幕下21枚目 4–3            |
| 1984年 （昭和59年） | 西幕下12枚目 5–2        | 西幕下5枚目 3–4         | 東幕下10枚目 4–3        | 東幕下6枚目 5–2             | 東幕下3枚目 2–5         | 東幕下17枚目 5–2            |
| 1985年 （昭和60年） | 東幕下9枚目 4–3         | 西幕下4枚目 4–3         | 西幕下2枚目 4–3         | 西十両11枚目 9–6            | 東十両8枚目 8–7         | 西十両5枚目 6–6–3           |
| 1986年 （昭和61年） | 東十両9枚目 3–12        | 西幕下4枚目 4–3         | 西幕下筆頭 3–4          | 東幕下5枚目 引退 0–0–7      | x                       | x                           |
| 各欄の数字は、「勝ち-負け-休場」を示す。 優勝 引退 休場 十両 幕下 三賞：敢=敢闘賞、殊=殊勲賞、技=技能賞 その他：★=金星 番付階級：幕内 - 十両 - 幕下 - 三段目 - 序二段 - 序ノ口 幕内序列：横綱 - 大関 - 関脇 - 小結 - 前頭（「#数字」は各位内の序列） |                         |                         |                         |                             |                         |                             |

## 改名歴
- 前の光 功（まえのひかり いさむ）1977年3月場所 - 1980年1月場所
- 前乃光（まえのひかり いさむ）1980年3月場所 - 1983年9月場所
- 卓越山 吾郎（たくえつやま ごろう）1983年11月場所 - 1986年7月場所

## リングネーム
用いたことがあるリングネーム、四股名
- 卓越山 吾郎 - 大相撲時代の四股名
- 高木功
- ラブ・マシン・ストーム
- 嵐 - 現行

## 得意技
- フロッグスプラッシュ - 最も決め技として多用される。
- 嵐落とし - 変形の裏投げ。
- 嵐ドリラー - ここ一番でしか出さない危険技で、変形のツームストーン・パイルドライバー。
- 嵐ロック - 三沢光晴が使用するフェイスロックと同じ技。当時三冠王者であった橋本へ挑戦するにあたり対策として渕から伝授された。
- ストロング・スラム - ストーム・スラムとも呼んだ時期もある。変形のバックフリップで、オリンピック・スラムに類似した投げ技。
- パワーボム - 通常型の他、両足を前方へ開脚し、尻餅状態で着地するタイプも併用している。
- 魔神風車固め - ラブ・マシン・ストームを名乗っていたときに、仲間であったスーパー・ラブ・マシン（現スーパー・ストロング・マシン）から伝授された。

## タイトル歴
アパッチプロレス軍
- WEWヘビー級王座

第8代
全日本プロレス
- 世界タッグ王座

第48代（パートナーは武藤敬司） - 5回防衛
- アジアタッグ王座

第70代（パートナーは北原光騎） - 0回防衛
第71代（パートナーは荒谷信孝） - 3回防衛
- 新春ヘビー級バトルロイヤル

優勝（2006年）
WAR
- WAR世界6人タッグ王座

第7代（パートナーは北原光騎、荒谷信孝）
第17代（パートナーは諏訪魔、石井智宏） - 1回防衛